# Sukcesja (prawo)
Sukcesja (następstwo prawne) — wstąpienie w ogół praw i obowiązków przez nabywcę ogółu praw (sukcesja uniwersalna) lub w część praw i obowiązków (sukcesja singularna).
O sukcesji mówimy wówczas, gdy następca prawny wywodzi swe prawa od poprzednika. Sukcesją nie jest więc nabycie tytułem pierwotnym, na przykład w drodze zasiedzenia lub zawłaszczenia rzeczy porzuconej z zamiarem wyzbycia się własności.
Może mieć postać sukcesji pod tytułem ogólnym (sukcesja uniwersalna), gdy nabywca wstępuje w ogół praw i obowiązków majątkowych poprzednika, bądź oznaczonej ułamkowej części tego ogółu praw i obowiązków, czyli ogółu aktywów i pasywów (np. przy dziedziczeniu).
Sukcesja uniwersalna zachodzi tylko w przypadkach w ustawie wskazanych, na przykład w wypadkach:
- dziedziczenia
- nabycia spadku na skutek umowy - art. 1053 k.c.
- przekształcenia spółek handlowych na podstawie k.s.h.
- łączenia osób prawnych (np. art. 96 prawa spółdzielczego).

Może mieć również postać sukcesji pod tytułem szczególnym (sukcesja syngularna lub singularna), gdy przechodzi z jednego podmiotu na drugi tylko jedno ze ściśle oznaczonych praw.
Przykładem sukcesji syngularnej jest:
- sprzedaż, zamiana, darowizna konkretnych przedmiotów
- wypłata sumy pieniężnej z rachunku bankowego na rzecz osoby wskazanej w umowie po śmierci posiadacza tego rachunku.

Obowiązuje zasada, że następca prawny nie może uzyskać więcej praw, niż miał ich zbywający.
 Zapoznaj się z zastrzeżeniami dotyczącymi pojęć prawnych w Wikipedii.